# Strukturni prelom
Strukturni prelom je v ekonometriji nepričakovana sprememba v parametrih regresijskega modela skozi čas, ki lahko vodi v zelo velike napovedovalne napake in nezanesljivost modela na splošno. Ta problem je populariziral David Hendry, ki je trdil, da pomanjkanje stabilnosti koeficientov pogosto povzroča napovedovalne napake in je zato potrebno rutinsko testirati prisotnost strukturne stabilnosti. Strukturna stabilnost − časovna nevariabilnost regresijskih koeficientov − je centralni problem v vseh aplikacijah modelov linearne regresije.

## Testi strukturnih prelomov
V linearnih regresijskih modelih za testiranje prisotnosti enega preloma aritmetične sredine na znani časovni točki K za K ∈ [1,T] pogosto uporabljamo Chowov test. Ta test oceni, če so koeficienti v regresijskem modelu enaki za obdobja [1,2, ...,K] in [K + 1, ...,T].
Izzivi se pojavijo v naslednjih primerih: 

1. znano število prelomov aritmetične sredine na neznanih točkah, 

2. neznano število prelomov aritmetične sredine na neznanih točkah, 

3. prelomi variance.
Chowov test v teh primerih ni uporaben, saj se nanaša samo na modele s prelomi na znanih točkah in kjer napaka variance ostane enaka pred in po prelomu.
V takih primerih lahko konstantnost koeficientov modela v splošnem testiramo s testoma CUSUM (kumulativna vsota) in CUSUM-sq (CUSUM na kvadrat). Prav tako lahko uporabimo test mej. V primerih 1 in 2, ko sta število in kraj strukturnih prelomov neznana, lahko za testiranje nestabilnosti parametrov uporabimo sup-Waldov, sup-LM in sup-LR test, ki jih je razvil Andrews (1993, 2003).

## Statistični paketi
Iskanje strukturnih prelomov omogoča več statističnih paketov, kot so R, GAUSS in Stata.